# Leitmotiv (album)
Leitmotiv je studiové album pražské hudební skupiny Psí vojáci. Obsahuje šest skladeb, autorem všech textů je Filip Topol, kromě starší písně Hospoda, ke které v roce 1980 slova napsal Filipův bratr Jáchym Topol. Deska byla nahrána v květnu 1991 v brněnském studiu Audio Line a téhož roku vyšla. Jako host si zahrál Vladimír Václavek. Obal je dílem bubeníka Davida Skály. Zajímavostí je, že album vznikalo sice ve studiu, ale nahrávalo se naživo. Album vyšlo na CD, MC i LP.
Podle kritiky je album oproti předchozímu Nalej čistého vína, pokrytče méně rockové, spíše se v dlouhých melodramatických pasážích s recitacemi blíží žánru „literatury s hudbou“; na desce je nejvýraznější sedmnáctiminutový Kilián Nedory, ostatní písně mu spíše jen sekundují.

## Seznam písní
1. Nebe je zatažený – 4:53
2. Hospoda – 3:34
3. Chce se mi spát – 4:14
4. Protínání – 7:44
5. Dotkla – 3:38
6. Kilián Nedory – 17:44

## Složení

### Psí vojáci
- Filip Topol – piano, zpěv, texty
- David Skála – bicí nástroje, special gong
- Jan Hazuka – basová kytara
- Jiří Jelínek – altsaxofon

### Host
- Vladimír Václavek – akustická kytara